# Clarias liocephalus
Clarias liocephalus ist eine in Ostafrika weit verbreitete Welsart aus der Familie der Kiemensackwelse (Clariidae). Sie kommt im Viktoriasee, im Edwardsee, im Georgsee, im Kivusee, im Tanganjikasee, in kleineren Seen in Uganda und Ruanda, im Bangweulusee und Mwerusee, im Kagera-Nil, im Malagarasi, im Ruzizi, im Tana, im Kunene, im Okavango, im oberen Sambesi und im Kafue, und im sambischen Kongo vor.

## Merkmale
Clarias liocephalus hat einen langgestreckten Körper mit langer Rücken- und Afterflosse. Er wird maximal 32 cm lang und hat 55 bis 58 Wirbel. Im Vergleich zu anderen Clarias-Arten ist der Vorderkörper dicker und wirkt gestaucht. Der Kopf ist von oben gesehen oval bis dreieckig, die Schnauze abgerundet. Die Augen stehen eher seitlich. Das Maul ist mit relativ breiten Zahnplatten besetzt. Die Kiemenrechen sind kurz und stehen weit auseinander. Der Brustflossenstachel ist relativ kurz, der innere und der äußere Rand des Stachels sind gezähnt, wobei die Zähnung auf dem äußeren Rand besonders kräftig, die gesamte Länge des Stachels umfasst und die Zähne aufwärts gerichtet sind. Die Fische sind auf der Oberseite und an den Seiten einfarbig schwarzbraun gefärbt.
- Flossenformel: Dorsale 67–79; Anale 53–67

## Lebensweise
Clarias liocephalus lebt sowohl in kühlen, schnell fließenden Bergbächen mit steinigem Untergrund, als auch in Sümpfen, die mit Papyrus oder Seerosengewächsen bestanden sind oder durch andere Pflanzen verkrautet sind. Bisher wurden keine Vorkommen in Gewässern festgestellt, die niedriger als 915 Meter über dem Meeresspiegel liegen. Clarias liocephalus ernährt sich omnivor.

## Systematik
Clarias liocephalus wurde 1898 durch den britischen Ichthyologe George Albert Boulenger beschrieben und gehört in der Gattung Clarias zur Untergattung Brevicephaloides (Teugels, 1982), deren Angehörige einen besonders langen Körper und einen kurzen und breiten Kopf haben.